# Проців Вікторія Іванівна
Вікторія Іванівна Проців (* 26 липня 1983, Львів) — українська художниця. Працює в ілюстративній за стилістикою авторській техніці «графічного» живопису по тканині. 

## Біографічні дані
Вікторія  Проців народилася  в 1983 році у Львові у сім’ї художників,  дитячі роки вона провела у колі творчих особистостей. З дитинства любила  малювати казкових красунь на природі, з квітами.
У 2006 році закінчила Львівську національну академію мистецтв (графічний дизайн).
Учасниця регіональних та міжнародних виставок.  Живе і працює у Львові. 
Роботи художниці зберігаються в музеях, галереях та приватних колекціях України, Росії, Польщі, Німеччини, Нідерландів, Швеції, Італії, Канади, США, Китаю. 

## Творчість
Вікторія Проців працює в оригінальній техніці: папір, шовк, туш, перо, акварель. Цій техніці навчив її батько-художник. Теми робіт — дитинство, тому часто шанувальники називають її «наївною» художницею. Герої — дорослі діти в різних життєвих ситуаціях, на природі («Коли трави були вищими за нас», «Маки»), у казковому світі: лялькові смішні дівчатка, м'які карикатури на закоханих ( «Гриць і Одарка», «Весілля»). Багато робіт присвячено українським народним святам і традиціям («Стрітення»,«Вербна неділя», «Веснянки», «Спаса»). Картини художниці проникнуті  доброю іронією та гумором, сама вона вважає:
Найголовніше для мене — передати глядачеві позитив, тому й малюю те, що близьке кожному: тепло, сонце, трави, дитинство, етнічні теми.
Майстриня дуже уважно промальовує деталі картини — кожну квіточку, травинку, волосся персонажів.

## Персональні виставки
- 2006 — «Україна сміється», Музей етнографії та художнього промислу
- 2007 — «Чіча-ляля», галерея Зелена канапа [Архівовано 5 жовтня 2013 у Wayback Machine.], Львів
- 2009 — «Нова радість», галерея Зелена канапа [Архівовано 5 жовтня 2013 у Wayback Machine.], Львів
- 2010 — музей П. Г. Тичини, м. Київ
- 2011 — «Падав сніг на поріг», галерея Зелена канапа [Архівовано 5 жовтня 2013 у Wayback Machine.], Львів
- 2011 — Національний музей у Львові імені Андрея Шептицького
- 2011 — виставковий центр «Шувар-Експо» [Архівовано 4 березня 2016 у Wayback Machine.], в рамках Lviv Fashion Week [Архівовано 4 червня 2013 у Wayback Machine.]
- 2012 — готельно-відпочинковий комплекс «Вежа Ведмежа» [Архівовано 17 травня 2013 у Wayback Machine.]
- 2012 — Художній музей Михайла Біласа, Трускавець
- 2012 — Центр Української культури та мистецтва [Архівовано 6 червня 2013 у Wayback Machine.], Київ
- 2013 — «Коли трави були вищими за нас», галерея Зелена канапа [Архівовано 5 жовтня 2013 у Wayback Machine.], Львів

- 2013 — Mironova Art Gallery, Київ
- 2014 — Art Salon Veles, Львів
- 2015 — «Родом з дитинства», галерея Зелена канапа, Львів
- 2016 —  Art Salon Veles, Львів
- 2016 — Mironova Art Gallery, Київ
- 2017 — Галерея «N-Gallery», Дніпро